# Acrojana rosacea
Acrojana rosacea là một loài bướm đêm thuộc họ Eupterotidae. Loài này được Arthur Gardiner Butler mô tả năm 1874. Loài này có ở Ghana.